# Thủy điện Thác Cá
Thủy điện Thác Cá là nhóm các thủy điện xây dựng trên dòng Ngòi Thia ở vùng đất xã Mỏ Vàng huyện Văn Yên tỉnh Yên Bái, Việt Nam..
Đến năm 2020 Thủy điện Thác Cá có hai bậc với tổng công suất lắp máy 41,5 MW, sản lượng điện hàng năm 155 triệu KWh.
- Thủy điện Thác Cá 1 có công suất lắp máy 27 MW, sản lượng điện hàng năm 99 triệu KWh, xây dựng trên dòng ngòi Thia ở vùng đất xã Mỏ Vàng, khởi công tháng 4/2018, dự kiến hoàn thành năm 2020.
- Thủy điện Thác Cá 2 có công suất lắp máy 14,5 MW, sản lượng điện hàng năm 55 triệu KWh, xây dựng trên dòng ngòi Thia ở vùng đất xã Mỏ Vàng, hoàn thành tháng 4/2021.[4]

## Ngòi Thia
Ngòi Thia là một phụ lưu cấp 1 của sông Hồng, chảy ở các huyện phía tây tỉnh Yên Bái. Ngòi Thia dài 165 km, diện tích lưu vực 1563 km².
Ngòi Thia bắt nguồn từ hợp lưu nhiều suối ở vùng núi huyện Trạm Tấu, trong đó dòng lớn nhất là "Nậm Tia", từ phía tây xã Xả Hồ và Hát Lìu. 21°29′50″B 104°17′40″Đ / 21,49736°B 104,294572°Đ
Ngòi Thia chảy về thung lũng Nghĩa Lộ, và tại Nông trường Liên Sơn thì tiếp nhận dòng Nậm Min từ hướng tây bắc đổ vào 21°39′52″B 104°30′30″Đ / 21,66444°B 104,50833°Đ.
Từ đó sông chảy hướng gần đông, rồi gần bắc, và đổ vào sông Hồng ở xã Yên Hợp, Văn Yên tỉnh Yên Bái 21°51′37″B 104°42′36″Đ / 21,86028°B 104,71°Đ.